# Federico Pizzarotti
Federico Pizzarotti, né le 7 octobre 1973 à Parme, est un homme politique italien. Il est maire de Parme de 2012 à 2022. En 2018, il fonde Italie en commun.

## Biographie
Federico Pizzarotti débute en politique en 2009 avec le Mouvement 5 étoiles de Beppe Grillo. En 2010, il est candidat aux élections régionales en Émilie-Romagne mais n'est pas élu. 
En mai 2012, lors des élections municipales à Parme, après avoir obtenu 19,47 % au premier tour, il obtient 51 235 voix au second, dépassant les 60 % et est élu maire de la ville.
Pendant son premier mandat, il arrive à réduire de plus de moitié la dette colossale laissée par son prédécesseur, Pietro Vignali, qui passe d'environ 850 à environ 400 millions d'euros, malgré des investissements à hauteur de 150 millions.
Il quitte le Mouvement 5 étoiles en juin 2016, à la suite de désaccords profonds avec Beppe Grillo.
Aux élections municipales de juin 2017, il est réélu avec presque 58 % des voix, devançant au second tour Paolo Scarpa, du Parti démocrate, tandis que le candidat du M5S n'arrive même pas à se faire élire au conseil municipal.
En décembre 2017, il lance un nouveau parti Italie en commun, avec 400 autres maires italiens, mais aucun candidat n'est présenté aux élections législatives du 4 mars 2018 (« Nous songeons à 2023 » dit-il dans une interview). Ce mouvement, créé officiellement en avril 2018, s’allie à +Europa en vue des élections européennes de mai 2019, après avoir envisagé de s’allier avec la Fédération des Verts. Pizzarotti est tête de liste dans le Nord-Est. Le parti obtient 3,11 % des voix et aucun élu.
Il ne se représente pas aux élections municipales de 2022.